# 解谿穴
解谿穴是属于足陽明胃經的腧穴，是胃經的經穴。

## 定位
足背與小腿交界處，拇長伸肌腱和趾長伸肌腱之間的凹陷處。

## 主治
頭痛、眩暈、癲狂、腹脹、便秘、下肢痿痺、目赤、胃熱等。

## 操作
直刺0.5～1寸，可灸。